# Villa Ciudad Parque Los Reartes
Villa Ciudad Parque Los Reartes é uma comuna da província de Córdoba, na Argentina.